# سيباستيان ليتو
سيباستيان إدواردو ليتو (بالإسبانية: Sebastián Leto)‏ (مواليد 30 أغسطس 1986، لاعب كرة قدم أرجنتيني سابق لعب في مركز المهاجم كما كان يجيد اللعب ك‍جناح.
لعب مع نادي لانوس الأرجنتيني و نادي ليفربول و لعب في اليونان مع أندية أولمبياكوس وباناثيونايكوس و نادي كاتانيا الإيطالي ووقع مع نادي الإمارات عام 2017 .

## روابط خارجية
- سيباستيان ليتو على موقع الاتحاد الأوربي (الإنجليزية)
- سيباستيان ليتو على موقع قاعدة بيانات كرة القدم.إي يو (الإنجليزية)
- سيباستيان ليتو على موقع Soccerbase.com (لاعب) (الإنجليزية)
- سيباستيان ليتو على موقع Soccerway.com (الإنجليزية)
- سيباستيان ليتو على موقع AS.com (الإسبانية)